# HD 5789
HD 5789，又名BD+43 193，SAO 36833、HR 283，是一颗恒星，视星等为6.04，位于銀經124.54，銀緯-18.13，其B1900.0坐标为赤經0h 54m 23.7s，赤緯+44° -18.13′ 28″。